# تشودري محمد علي
تشودري محمد علي (بالأردوية: چوہدری محمد علی)‏ (ولد في 15 يوليو 1905، توفي في 2 ديسمبر 1980)، باكستاني الأصل.
 شغل منصب رئيس الوزراء في باكستان من فترة 12 أغسطس 1955 إلى 12 سبتمبر 1956.

## روابط خارجية
- تشودري محمد علي على موقع الموسوعة البريطانية (الإنجليزية)
- تشودري محمد علي على موقع مونزينجر (الألمانية)